# Nuno Tristão
Nuno Tristão (1390,portugal– 1446, costa de África) foi um navegador português do século XV, explorador da costa ocidental africana até à Guiné.

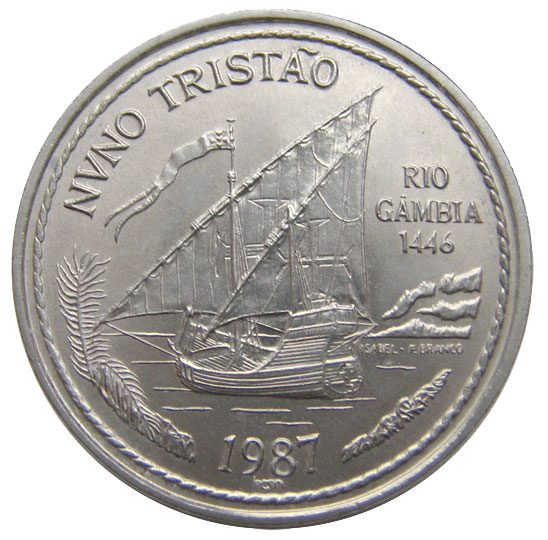
Moeda de 100 Escudos de 1987, comemorativa da viagem de Nuno Tristão ao Rio Gâmbia, em 1446.

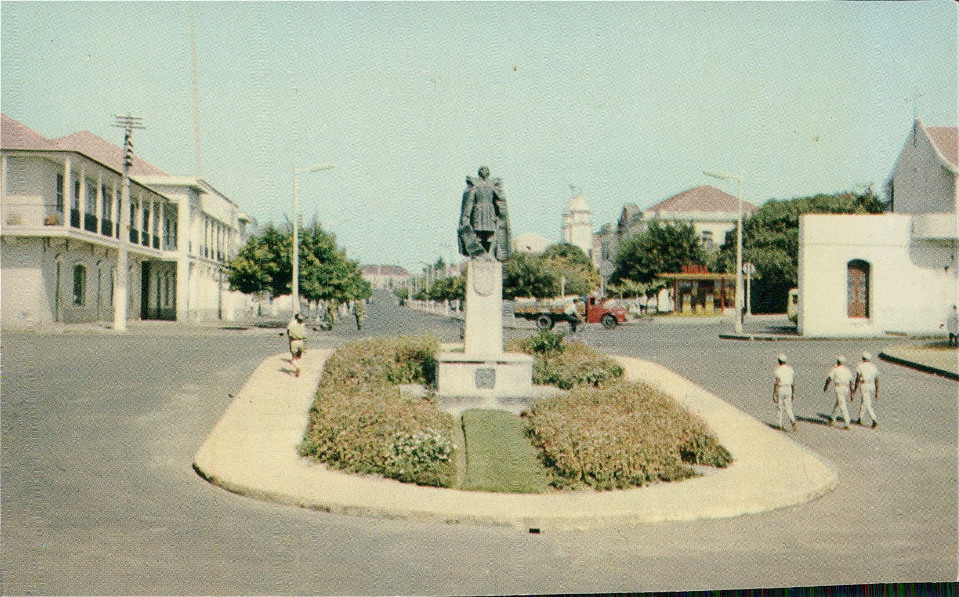
Postal da década de 1960, mostrando o monumento a Nuno Tristão em Bissau.

## Biografia
Criado desde menino e educado na Câmara do Infante D. Henrique, de cuja Casa foi cavaleiro, e por este destinado aos Descobrimentos, do qual Gomes Eanes de Azurara diz ter sido "o primeiro fidalgo que viu terra de negros", foi homem de grande valor que serviu aquele Príncipe nos Descobrimentos da Costa da Guiné.
Em 1441, Nuno Tristão e Antão Gonçalves foram enviados pelo Infante D. Henrique com a missão de explorar a costa ocidental da África a sul do Cabo Branco. Integrando um mouro que atuava como intérprete, a expedição liderada por Nuno Tristão ultrapassou aquele cabo, à altura o ponto mais meridional atingido pelos exploradores europeus, e durante dois anos permaneceu nas águas do noroeste africano, avançando até ao Golfo de Arguim, na atual costa da Mauritânia, onde adquiriram 28 escravos.
Em 1445 navegou até à região da Guiné, encontrando uma terra, que, em contraste com as regiões desérticas a norte, existiam muitas palmeiras e outras árvores e os campos pareciam férteis.

## Casamento e descendência
"Casou Nuno Tristão, ignorando-se o nome da mulher, havendo porém a certeza que casou porque a história nos diz que o Infante D. Henrique doou à viúva do seu cavaleiro Nuno Tristão, rendas suficientes para viver." Recentes descobertas dão por seu nome Beatriz Lourenço, a qual, sendo viúva, houve tença, que lhe deu o Infante. Do matrimónio nasceu João Infante, cujo apelido tomou por se criar na Casa do Infante D. Henrique, ou por seu pai o ter por alcunha, tendo usado nesse caso o nome Nuno Tristão Infante.

## Homenagens
Em 18 de fevereiro de 1987, a Câmara Municipal de Lagos colocou o nome de D. Nuno Tristão numa rua do concelho, na antiga Freguesia de São Sebastião.